# Второпесьяновське сільське поселення
Второпесья́новське сільське поселення (рос. Второпесьяновское сельское поселение) — муніципальне утворення у складі Ішимського району Тюменської області, Росія.
Адміністративний центр та єдиний населений пункт — село Второпесьяново.

## Населення
Населення — 369 осіб (2020; 362 у 2018, 422 у 2010, 578 у 2002).